# Thaleria alnetorum
Thaleria alnetorum là một loài nhện trong họ Linyphiidae.
Loài này thuộc chi Thaleria. Thaleria alnetorum được Kirill Yuryevich Eskov & Yuri M. Marusik miêu tả năm 1992.